# جو هنتر (عازف بيانو)
جو هنتر (بالإنجليزية: Joe Hunter)‏ هو عازف بيانو أمريكي، ولد في 19 نوفمبر 1927، وتوفي في 2 فبراير 2007 بسبب السكري.

## وصلات خارجية
- جو هنتر على موقع IMDb (الإنجليزية)
- جو هنتر على موقع ميوزك برينز (الإنجليزية)
- جو هنتر على موقع أول ميوزيك (الإنجليزية)
- جو هنتر على موقع ديسكوغز (الإنجليزية)
- جو هنتر على موقع قاعدة بيانات الفيلم (الإنجليزية)